# Marion Burckhardt
Marion Sabine Burckhardt ist eine deutsche Gesundheits- und Pflegewissenschaftlerin. Sie lehrt als Professorin an der Dualen Hochschule Baden-Württemberg in Stuttgart. Ihre Forschungsschwerpunkte sind klinische Praxisleitlinien, S3-Leitlinien und evidenzbasierte Versorgungskonzepte.

## Beruflicher Werdegang
Burckhardt absolvierte zunächst eine Ausbildung zur Krankenschwester und arbeitete in den Fachgebieten der Kardiologie, Chirurgie und Intensivpflege. Später leitete sie eine kardiochirurgische Station. Im Jahr 2010 legte Burckhardt ihren Bachelor of Business Administration an der Steinbeis Hochschule in Berlin ab, worauf 2013 der Master of Science der Gesundheits- und Pflegewissenschaften an der Martin-Luther-Universität Halle-Wittenberg folgte.
Als wissenschaftliche Mitarbeiterin am Institut für Gesundheits- und Pflegewissenschaft an der Martin-Luther-Universität Halle-Wittenberg (Leitung Gabriele Meyer) forschte sie zur Wirksamkeit von Nahrungsergänzungsmitteln bei Demenz. 2017 wurde sie dort mit ihrer Dissertation zur Wirksamkeit von Omega-3-Fettsäuren bei Demenz zum Dr. rer. medic. promoviert.
2018 erhielt Burckhardt eine Professur für Gesundheits- und Pflegewissenschaft an der SRH Hochschule für Gesundheit im Masterstudiengang Medizinpädagogik. 2021 wechselte sie an die Dualen Hochschule Baden-Württemberg in Stuttgart, wo sie seitdem als Professorin für Angewandte Gesundheitswissenschaften für Pflege, insbesondere Pflegewissenschaft und klinische Praxis lehrt.

## Schwerpunkte
Zu Burckhardts Arbeitsschwerpunkten gehören klinische Praxisleitlinien, S3-Leitlinien (ECLS, Lokaltherapie bei chronischen Wunden) und evidenzbasierte Versorgungskonzepte. Zudem betreibt sie Lehr-Lern Forschung im Bereich der studentischen Forschungsunterstützung  und forscht zu Ernährung und Nahrungsmittelergänzung bei Demenz.

## Engagement
Marion Burckhardt leitet das Ressort Evidenzbasierte Gesundheitsversorgung bei der Deutschen Gesellschaft für Wundheilung und Wundbehandlung e.V. (DGfW) und engagiert sich für eine evidenzbasierte Gesundheitsversorgung. Sie ist Leitlinienkoordinatorin der S3-Leitlinie „Lokaltherapie schwerheilender und/oder chronischer Wunden aufgrund von peripherer arterieller Verschlusskrankheit, Diabetes Mellitus oder chronischer venöser Insuffizienz“, die seit November 2023 in aktualisierter Form vorliegt.